# Xerez Club Deportivo
El Xerez Club Deportivo és un club de futbol de la ciutat de Jerez de la Frontera, a Andalusia. Va ser fundat el 1947 i actualment juga a la Segona divisió B. El seu estadi és l'Estadi de Chapín.

## Història
El club té els seus orígens en el desaparegut Jerez Club de Fútbol, fundat el 1933. Després de jugar dues fases d'ascens a primera divisió el club entrà en crisi. Els seus dirigents van decidir crear un club filial, el Club Deportivo Jerez, el 1942, i poc després, el club desaparegué.
L'any 1947 el Club Deportivo Jerez es rebatejà com Jerez Club Deportivo. Posteriorment, canvià el seu nom adoptant el de Xerez Club Deportivo.
La temporada 1953-54 va participar per primera vegada a la Segona divisió. Durant la temporada 2001-2002, el Xerez va estar molt prop d'aconseguir l'ascens a la Primera divisió, per primera vegada en la seva història, amb Bernd Schuster com a entrenador. No obstant això, la lamentable situació econòmica del club, que va mantenir als jugadors sense cobrar, va influir decisivament en una caiguda estrepitosa en les últimes vuit jornades de lliga, en les quals només va ser capaç d'aconseguir quatre punts, desaprofitant un marge molt important de punts sobre el quart classificat. Finalment, el 19 de maig de 2002, el Xerez perdia per dos gols a un contra el Recreativo de Huelva, dient adéu definitivament a l'ascens.
Tot i això finalment la temporada 2008-2009 aconseguí el preuat ascens a la Primera divisió, quedant campió de la Segona divisió. A la màxima categoria només s'hi va estar un any, després de quedar últim classificat la temporada 2009-2010.
Evolució dels principals clubs a Jerez de la Frontera:
- Xerez Fútbol Club (1907-1932) → Jerez Club de Fútbol (1933-1946)
- Club Deportivo Jerez (1942-1947) → Jerez Club Deportivo (1947-1963) → Xerez Club Deportivo (1963-)
- Juventud Jerez Industrial Club de Fútbol (1950-1956) → Jerez Industrial Club de Fútbol (1956-)
- Xerez Deportivo FC (2013-)

## Dades del club
- Temporades a Primera divisió: 1
- Temporades a Segona divisió: 22
- Temporades a Segona divisió B: 17
- Temporades a Tercera divisió: 21
- Millor posició a la lliga: 1r (Segona divisió temporada 2008/2009)

## Jugadors destacats
- Martí Crespí Pascual